# Sansac-Veinazès

Sansac-Veinazès este o comună în departamentul Cantal, Franța. În 1 ianuarie 2022 avea o populație de 201 de locuitori.